# Мені було дев'ятнадцять (фільм)
«Мені було дев'ятнадцять» (нім. Ich war neunzehn) — частково автобіографічний кінофільм режисера Конрада Вольфа, який вийшов у 1968 році.

## Сюжет
19-річний Грегор Геккер виріс у Москві, адже його батьки багато років тому втекли з Німеччини, щоб уникнути переслідувань з боку нацистів. Події фільму відбуваються в квітні-травні 1945 року, коли юнак в лавах Червоної Армії змагався на території своєї невідомої батьківщини. Згодом лейтенант Геккер стає військовим комендантом міста Бернау. Потім бере участь у переговорах щодо передачі цитаделі Шпандау радянським військам та працює на пункті, де німецькі солдати здавали зброю.

## В ролях
| Актор             | Роль              |
| ----------------- | ----------------- |
| Єккі Шварц        | Грегор Геккер     |
| Василь Ліванов    | Гейман            |
| Олексій Ейбоженко | Саша Циганюк      |
| Галина Польських  | радянська дівчина |
| Єнні Грьолльман   | німкеня           |
| Анатолій Соловйов | старшина          |